# Елевци
Елевци (мкд. Елевци) су насељено место у Северној Македонији, у западном делу државе. Елевци припадају општини Центар Жупа.

## Географија
Насеље Елевци је смештено у крајњем западном делу Северне Македоније, близу државне границе са Албанијом (6 km западно). Од најближег већег града, Дебра, насеље је удаљено 30 km јужно.
Рељеф: Елевци се налазе у области Жупа, на западним падинама планине Стогово. Насеље је положено високо, на западним висовима планине Стогово, док се даље ка западу тло стрмо спушта у долину Црног Дрима, која је у ово делу преграђена, па је ту образовано вештачко Дебарско језеро. Надморска висина насеља је приближно 1.110 метара.
Клима у насељу је планинска због знатне надморске висине.

## Становништво
По попису становништва из 2002. године Елевци су имали 260 становника.
Претежно становништво у насељу су Турци (Торбеши) (100%).
Већинска вероисповест у насељу је ислам.